# Тасман (регіон)
Тасман (англ. Tasman, маор. Te Tai-o-Aorere) — однорівневий регіон, один з шістнадцяти регіонів та одне з 67 територіальних управлінь Нової Зеландії, розташований на крайньому півночі Південного острова. Населення 48 600 осіб, площа регіону — 9,786 км². Адміністративний центр та найбільше місто Ричмонд є передмістям міста Нельсон, котре утворює однойменний однорівневий регіон. В деяких контекстах регіони Тасман та Нельсон розглядаються спільно, попри те що не мають єдиного управління.

## Географія

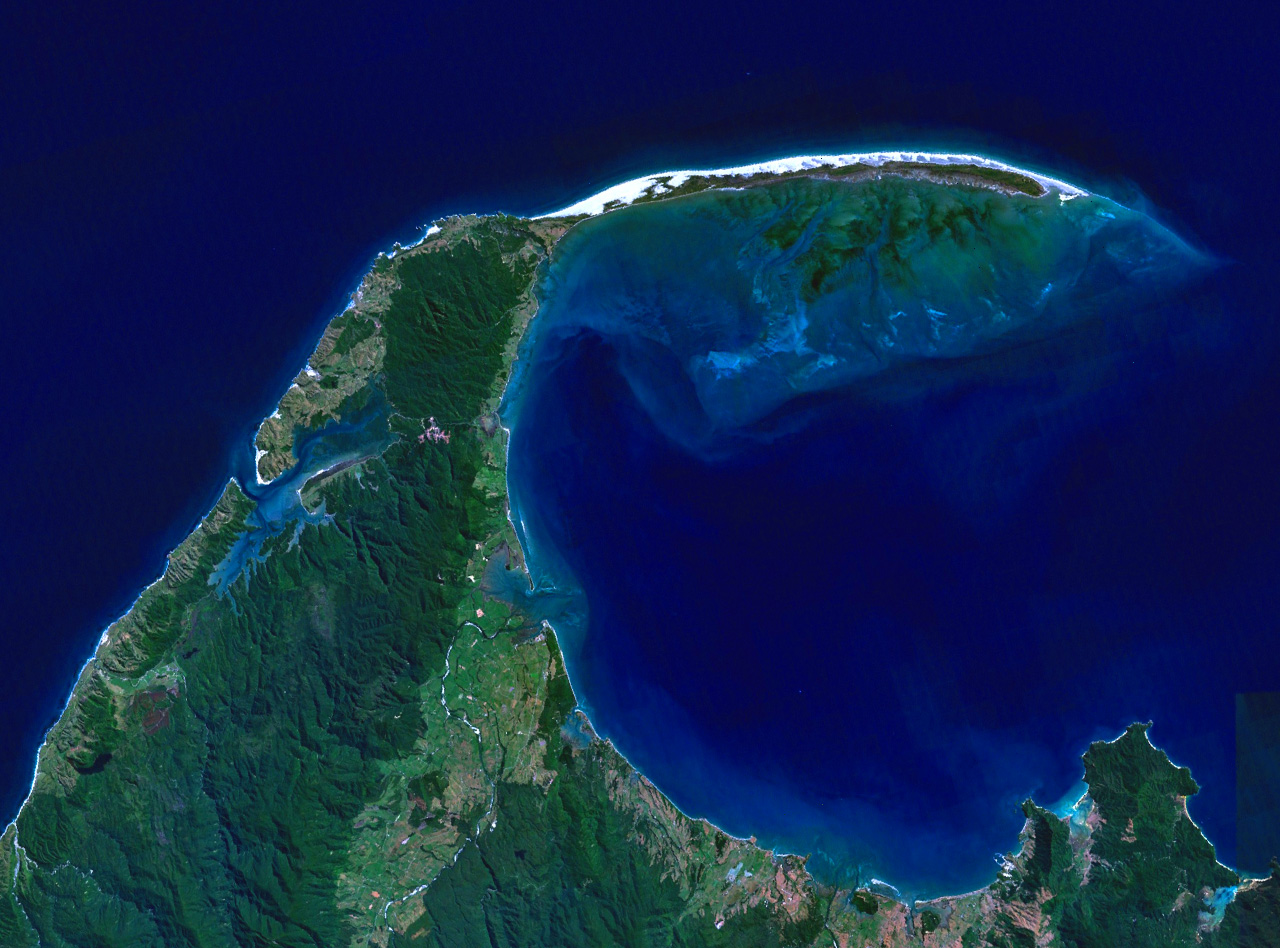
Супутниковий знімок півночі регіону: коса Фейревелл-спіт, затока Голден-Бей.

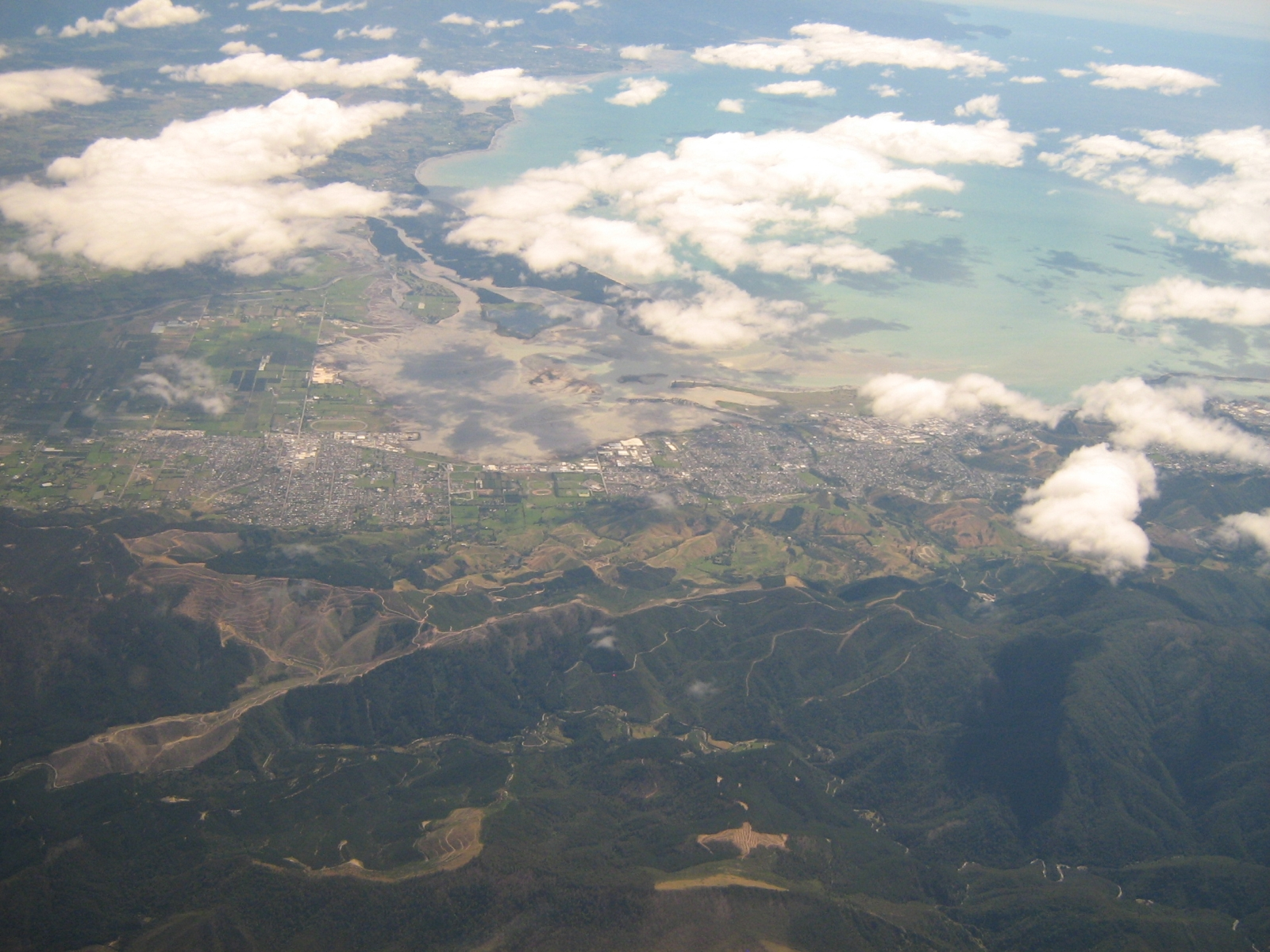
Ааеро знімок міст Ричмонд та Нельсон.

Регіон Тасман знаходиться в північній частині Південного острова. Основа коси Фейревелл-спіт є найпівнічнішою точкою всього острова. З півночі на південь Тасман простягнувся на двісті кілометрів.
На півночі регіон омивається затоками Тасман-Бей Голден-Бей, котрі відносяться до Тасманового моря Тихого океану, на північному заході берег безпосередньо власне моря.
На заході Тасман межує із регіоном: Вест-Кост, на південному сході — Марлборо, на сході вузька межа єднає з містом-регіоном Нельсон.
Регіон гористий. Південною межею проходять засніжені вершини Південних Альп (масив Спеснсер). Найвища вершина гора Франклін (2,885 м н.р.м. 42°03′05″ пд. ш. 172°41′15″ сх. д. / 42.05139° пд. ш. 172.68750° сх. д.). 
На заході простягся гірський масив Маріно (англ. Marino Mountains), найвища вершина гора Оуен (1,875 м н.р.м. 41°33′14″ пд. ш. 172°32′28″ сх. д. / 41.55389° пд. ш. 172.54111° сх. д.). Гори багаті вапняком, мають найглибші в Новій Зеландії печери.
В південній частині регіону зі сходу на захід (в регіон Вест-Кост) тече 177 кілометрова річка Баллер, на одній з її приток мальовничий водоспад Маруя Фолз, який виник 1929 року, внаслідок землетрусу силою 7.8 балів. Зі схилів гори Оуен до затоки Тасман на північ впродовж 116 км несе свої води річка Мотуека.
Значна частина Тасману вкрита лісами. В регіоні розташовані три з тринадцяти національних парків Нової Зеландії, це 58.9% всієї території.
   Перелік національних парків в регіоні Тасман:
- З 1942 року,    225 км² Абель-Тасман
- З 1956 року, 1,020 км² Нельсон-Лейкс
- З 1996 року, 4,520 км² Кагуранґі[en]

## Економіка
Економічна статистика підбивається сукупно по регіону Тасман та Нельсон.
Станом на березень 2013 року річний ВВП регіонів Тасман-Нельсон становить 3.8 млрд $ (1.8% загальнонаціональної економіки). ВВП на душу менший загальнодержавного  39 863 $ (бл.400 тис ₴/рік), по державі (47 532 $). 
Економіка регіону має середню динаміку зростання, з 2007 до 2013 ВВП зріс на 24.9%, загальнодержавний — 24.5%. 

## Населення

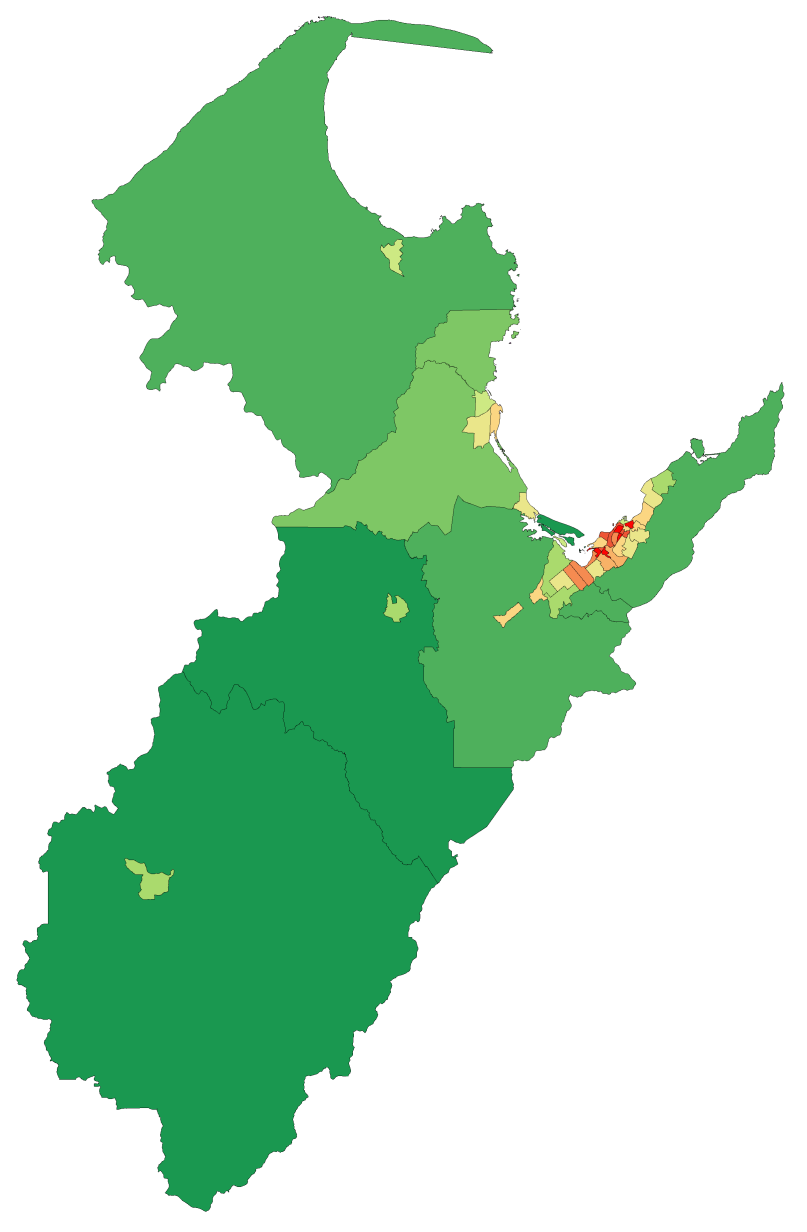
Тасман-Нельсон.
Щільність населення ^{(перепис 2006)}

Станом на середину 2013 населення Тасман становить 48 600 (1.1% населення Нової Зеландії). Регіон є одним з найменших за чисельністю та щільністю населення в державіЩільність 4.97 особи/км², це втричі менше загальнодержавної. 
Впродовж років регіон має незначну позитивну динаміку приросту населення, середній приріст за останні сім років (2006-2013) близько 370 осіб (+0.84%) щороку, з них 185 природного приросту та стільки ж міграційного приросту. 
Для тасманців, як і для більшості землян характерне старіння населення, середній вік постійно зростає та становить 43.3 роки, за останні роки середній вік постарішав аж на три роки (сер.2013). Віковий розподіл: 0-14 років — 19.6%, 15-39 — 25.6%, 40-64 — 37.1% , 65+ — 17.1%. 
В двох найбільших містах: Ричмонд (14 178 осіб) та Мотуека (7,593 осіб), проживає майже половина населення Тасману, 30% та 16%, відповідно. 
      Населенні пункти понад 1 000 осіб: (пер. 2013)
- 14 178 Ричмонд[en]
- 7,593 Мотуека[en]
- 2,103 Вейкфілд[en]
- 2,016 Мапуа[en]
- 1,749 Брайтуотер[en]
- 1,236 Такака[en]

## Адміністративний устрій
Тасман є одним з 5 однорівневих регіонів Нової Зеландії або одним з 57 територіальних управлінь (округів). надає як функції як регіональної так і територіальної ради. 
З 1987 до 1992 року діяла регіональна рада Нельсона-Марлборо. Проте вона розділилася на три однорівневих регіони: Тасман, Нельсон та Марлборо.